# Comune di Sundsøre
Il comune di Sundsøre, fino al 1º gennaio 2007 è stato un comune danese situato contea di Viborg, il comune aveva una popolazione di 6 464 abitanti (2005) e una superficie di 171 km². Capoluogo era la cittadina di Breum.
Dal 1º gennaio 2007, con l'entrata in vigore della riforma amministrativa, il comune è stato soppresso e accorpato, insieme ai comuni di Sallingsund e Spøttrup, al riformato comune di Skive.